# Sonny Silooy
Jan Jacobus (Sonny) Silooy (Rotterdam, 31 augustus 1963) is een voormalig Nederlands voetballer, voetbaltrainer en huidig voetbalbestuurder van Molukse afkomst. Als speler behaalde hij zijn grootste successen bij Ajax. In Amsterdam bouwde hij een succesvolle erelijst op in zowel het nationale als internationale voetbal. Hij won met Ajax zeven landstitels, vier nationale bekers, drie supercups, de European Cup Winners Cup, de UEFA Cup, de UEFA Super Cup en de Intercontinental Cup. In 2000 nam Silooy afscheid van het betaalde voetbal. In juli 2020 werd Silooy aangesteld als technisch directeur van Al-Sharjah, waar hij tot 2022 actief was. In 2024 tekent hij een verbintenis met Ajax, om assistent van hoofdtrainer Hesterine de Reus te worden.

## Clubs
Silooy werd geboren in Rotterdam, maar woonde in Krimpen aan den IJssel. Zijn gezin verhuisde eerst naar Breda en later naar Zaandam, waar hij nu nog steeds woont. Al snel was hij in voetbal geïnteresseerd en hij begon met spelen bij de amateurclub ZVV Zilvermeeuwen. Later speelde hij voor ZVV, waar hij in het seizoen 1978-1979 op zijn vijftiende werd gescout door Leo Beenhakker en Dirk de Groot, die onder hoofdtrainer Cor Brom werkten. Silooy kwam bij Ajax terecht en maakte onder interim-trainer Aad de Mos zijn debuut in het betaald voetbal op 3 mei 1981 in het duel Ajax-Sparta (2-1) als linksback. In het seizoen 1983/84 werd hij definitief vaste basisspeler, dat seizoen speelde hij alle 34 competitiewedstrijden. Silooy speelde bij Ajax in de verdediging, vaak als rechtsback, soms als linksback of voorstopper. Silooy speelde sinds half 1978 negen jaar voor Ajax, waarvan zeven jaar voor Ajax1 sinds half 1980, de laatste ruim 6 jaar sinds mei 1981 meestal als basisspeler. Silooy vertrok september 1987 naar Matra Racing in Parijs, waar hij zich financieel kon verbeteren en groen licht kreeg van Johan Cruijff om de overstap te maken. Deze club was ambitieus en wilde met veel geld bekende spelers aantrekken. Dat lukte wel met onder andere David Ginola, Maxime Bossis, Enzo Francescoli en Luis Fernandez, maar toch werden de ambities niet waargemaakt.
Silooy keerde half 1989 terug naar Ajax en snel daarna scheurde hij zijn kruisbanden af, waardoor hij anderhalf jaar niet kon spelen. In september 1991 werd Louis van Gaal trainer en hij zag het niet zitten in Silooy. Silooy had nog een contract voor vijf jaar en wilde laten zien dat hij toch goed genoeg was. In 1992 speelde hij mee toen Ajax de UEFA Cup won. In die tijd speelde hij vaak rechtsbuiten, omdat John van 't Schip niet meer op die positie wilde spelen. Vanaf dat moment speelde hij weer veel wedstrijden, maar in 1994 had hij weer pech toen hij een gebroken enkel opliep in de voorbereiding op het nieuwe seizoen. Tijdens de UEFA Champions League-finale van 1995 zat hij dan ook op de tribune. Een jaar later was hij tijdens de finale tegen Juventus wel van de partij. In de strafschoppenserie miste Silooy zijn penalty, terwijl veel anderen er geen durfden te nemen.
In 1996 liep zijn contract af en omdat Michael Reiziger intussen vaste rechtsback was, vertrok Silooy naar Arminia Bielefeld. Na een paar maanden kreeg hij al te horen dat hij niet meer nodig was bij de Duitse club. In totaal speelde hij in twee jaar toch nog 37 wedstrijden, omdat de club zijn contract niet wilde afkopen. Na die twee jaar liep zijn contract af en vertrok hij naar De Graafschap. In Doetinchem werd hij aanvoerder en hij speelde er 46 competitieduels in twee jaar. In het jaar 2000 stopte Silooy met voetballen en werd hij trainer. Eerst werd hij trainer in de jeugd van VVZ Zaandam, waar zijn zoon speelde. Later trainde hij VV RCZ, de jeugd van Ajax en Young Boys uit Haarlem. Tussendoor was hij nog spelersbegeleider voor het bureau GR8 Industries. In april 2010 werd hij coach van de Dayton Dutch Lions in de Verenigde Staten. Na één seizoen, waarin hij ook zijn zoon Joel liet debuteren, stapte hij op bij Dayton. Hij werd hoofd jeugdopleiding bij DC United en in juli 2011 assistent-coach bij het eerste elftal. In 2014 is hij teruggekomen om assistent te worden van Maarten Stekelenburg bij het KNVB onder 18 team. In de maand mei 2015 heeft hij drie maanden samengewerkt als assistent ter voorbereiding van het Europees kampioenschap onder 19 in Griekenland met het Nederlands elftal onder leiding van Aron Winter.

## Internationaal

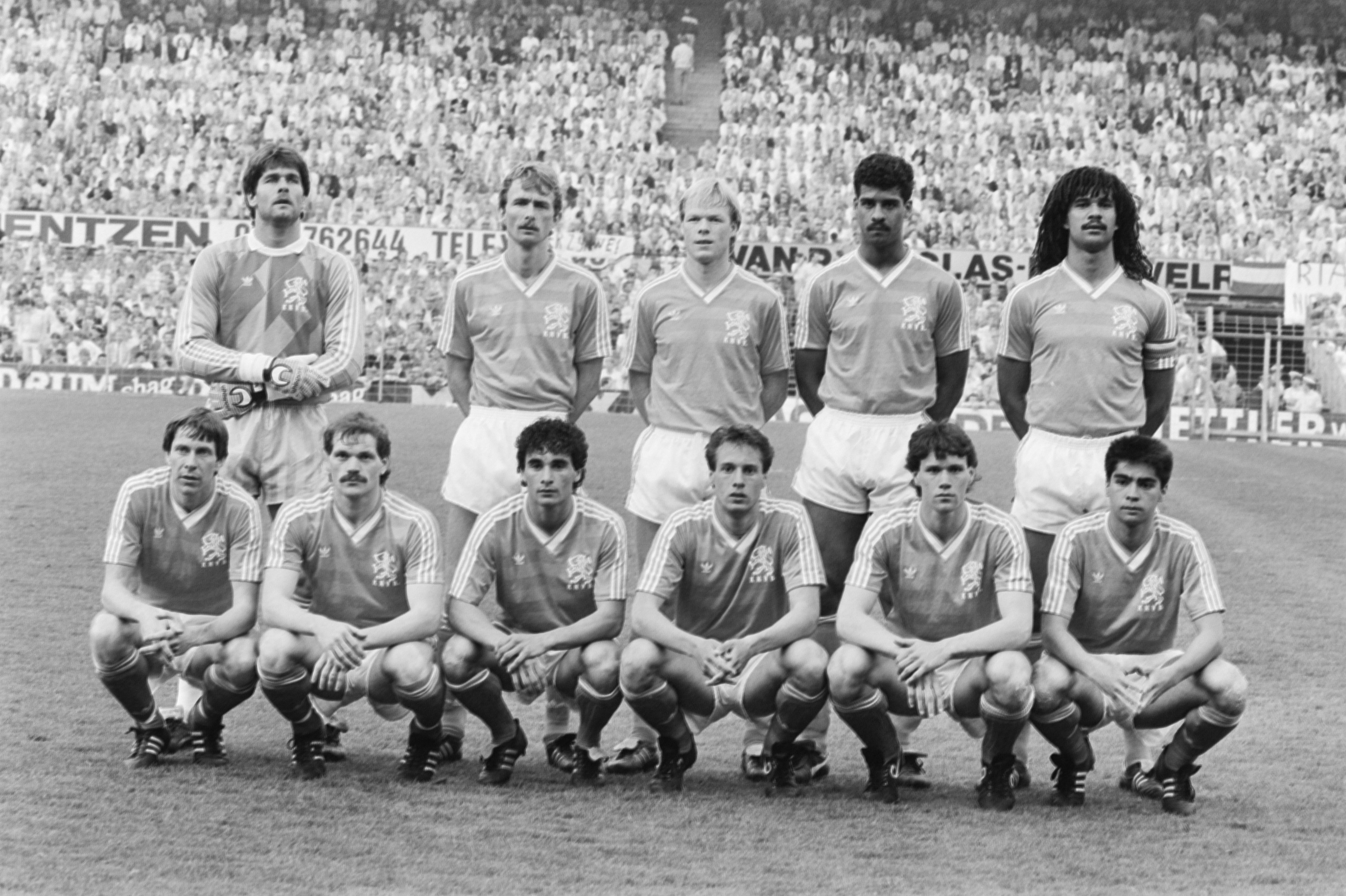
Silooy (rechtsonder) in het Nederlands elftal (1987)

Silooy viel al vroeg op, toen hij nog bij de amateurs speelde voetbalde hij vaak al bij jeugdelftallen van Nederland. Hij werd dan ook ontdekt tijdens een interland van Nederland onder 15 jaar. Hij heeft een Europees kampioenschap gespeeld in 1981 in Finland, waardoor de jeugdploeg zich kwalificeerde voor het WK voor junioren in Mexico waar hij ook aan mee deed en waar hij met zijn team de kwartfinale haalde. Nadat hij doorbrak bij Ajax, kwam hij ook al snel in Oranje terecht (1983). Onder leiding van bondscoach Kees Rijvers maakte Silooy zijn debuut in Oranje op 12 oktober 1983, toen Nederland in een sensationele EK-kwalificatiewedstrijd met 2-3 won van en in Ierland na met 2-0 te hebben achtergestaan. Silooy speelde meestal als linksback. In 1988 brak hij zijn oogkas, waardoor hij het EK 1988 moest missen, dat door Nederland gewonnen werd. Ook het WK 1990 en het EK 1992 moest hij missen vanwege een blessure. Voor het WK 1994 was hij wel fit, maar werd hij niet geselecteerd. Silooy speelde dus nooit mee op een eindronde, maar speelde in totaal toch nog 25 interlands.

## Erelijst
| Competitie                             |        |                                                               |      |      |
| Competitie                             | Aantal | Jaren                                                         |      |      |
| Ajax                                   | Ajax   | Ajax                                                          | Ajax | Ajax |
| -------------------------------------- | ------ | ------------------------------------------------------------- | ---- | ---- |
| Mondiaal                               |        |                                                               |      |      |
| Intercontinental Cup                   | 1x     | 1995                                                          |      |      |
| Continentaal                           |        |                                                               |      |      |
| UEFA Super Cup                         | 1x     | 1995                                                          |      |      |
| UEFA Cup                               | 1x     | 1991/92                                                       |      |      |
| European Cup Winners Cup               | 1x     | 1986/87                                                       |      |      |
| Nationaal                              |        |                                                               |      |      |
| Eredivisie                             | 7x     | 1981/82, 1982/83, 1984/85, 1989/90, 1993/94, 1994/95, 1995/96 |      |      |
| KNVB beker                             | 4x     | 1982/83, 1985/86, 1986/87, 1992/93                            |      |      |
| PTT Telecom Cup / Nederlandse Supercup | 3x     | 1993, 1994, 1995                                              |      |      |